# Pierre Virolle
Pierre Virolle est un arbitre français de football des années 1930 et 1940, affilié à Paris. Il officia de 1937 à 1946.

## Carrière
Il a officié dans une compétition majeure :
- Coupe de France de football 1945-1946 (finale)